# 乐斯暗沙
乐斯暗沙，中国渔民俗称红草线排或南奈罗角。它位于双子群礁的东南方，永登暗沙的东部，属沉没环礁。

## 历史
- 1935年中国的公布名称为来苏滩。
- 1947年和1983年中国的公布名称为乐斯暗沙。有外文图书称其为Lys Shoal[1]。

## 地质地形
该滩呈斜四边形，东北一西南走向，长7.5km，宽5.25km，一般水深为18.5m，最淺水深為4.9米。

## 地理坐标
北纬11度19分-22分，东经114度35-39分海域内。